# 西南交大副校长黄庆博士论文抄袭事件
西南交大副校长博士论文抄袭事件，是指中國西南交通大学副校长、博士生导师黄庆教授的2篇署名论文，被举报涉嫌抄袭或过度引用。2009年6月6日学校学术委员会认定黄庆教授博士论文第四章涉嫌抄袭问题成立，且性质较为严重。2009年7月10日学校学位评定委员会决定取销黄庆教授博士学位，撤销研究生导师资格。

## 参看
- 华中师范大学硕士论文抄袭事件
- 东北财经大学硕士论文抄袭事件
- 上海大学博导论文抄袭事件
- 胡黎明博士论文抄袭事件
- 辽宁大学副校长抄袭事件